# Amir Schelach
Amir Schelach, parfois orthographié Shelah, né le 11 juillet 1970 à Tel Aviv, est un footballeur israélien.
Il compte 85 sélections avec l'équipe d'Israel, équipe dont il est capitaine de 1998 à 2001.

## Carrière

### En club
Il réalise la majeure partie de sa carrière au Maccabi Tel-Aviv, de 1990 à 1998 puis de 2000 à 2002, avec lequel il remporte notamment trois fois le championnat d'Israël, en 1992, 1995 et 1996. 
À plusieurs reprises, il prend part aux compétitions européennes, notamment en Ligue des champions, compétition lors de laquelle il dispute 12 matchs.
Amir Schelach dispute un total de 368 matchs en première division israélienne, inscrivant 4 buts.

### En équipe nationale
Amir Schelach reçoit 85 sélections en équipe d'Israël entre 1992 et 2001.
Il joue son premier match en équipe nationale le 12 février 1992, lors d'un match amical contre la communauté des États indépendants (défaite 1-2). Il reçoit sa dernière sélection le 1er septembre 2001, lors d'un match face à la Bosnie-Herzégovine comptant pour les éliminatoires du mondial 2002 (0-0).
A 16 reprises, il officie comme capitaine de la sélection, la première fois en 1998, et la dernière fois en 2001.
Au cours de sa carrière en sélection, Amir Schelach dispute 5 matchs comptant pour les éliminatoires du mondial 1994, 8 matchs dans le cadre des éliminatoires du mondial 1998, et enfin 5 matchs lors des éliminatoires du mondial 2002.

## Palmarès
- Championnat d'Israël (3) :
  - 1992, 1995, 1996

- Coupe d'Israël (3) :
  - 1994, 1996, 2001

- Coupe de la Ligue israélienne (1) :
  - 1993